# 家へ帰ろう (映画)
『家へ帰ろう』（うちへかえろう、スペイン語原題: El último traje）は、2017年のスペイン・アルゼンチンのドラマ映画。
監督はパブロ・ソラルス、出演はミゲル・アンヘル・ソラとアンヘラ・モリーナなど。
第二次世界大戦中に自分を救ってくれた命の恩人に再会するためにアルゼンチンからポーランドまでの旅に出た88歳のユダヤ人の老人を描いたロードムービー。

## ストーリー
アルゼンチン・ブエノスアイレスに住む仕立て屋のアブラハムは足を悪くし、娘達に老人ホームに入れられることになる。しかし、アブラハムはそれを嫌い、最後のスーツを70年以上会っていないポーランドの親友に渡す旅に出る。ユダヤ人であるアブラハムは、ホロコーストの際に親友に命を助けられていた。途中、飛行機の機内の青年やマドリードのホテルの女主人、ドイツ人の人類学者と出会い、助けられながら旅を続けるが、アブラハムの病状は悪化していく。

## キャスト
ブルスティン・アブラハム
演 - ミゲル・アンヘル・ソラ
アルゼンチン・ブエノスアイレスで仕立て屋を営むユダヤ人の老人。88歳。
右足を悪くし、住み慣れた家を手放して老人ホームに入れられそうになるが、最後に自身が仕立てたスーツを見て、親友に渡す旅に出る決心をする。
レオナルド
演 - マルティン・ピロヤンスキー
アブラハムが機内で出会った青年。
マリア
演 - アンヘラ・モリーナ
マドリードのホテルの女主人。
客として訪れたアブラハムと交流し、娘との仲直りを後押しする。
イングリッド
演 - ユリア・ベアホルト
ドイツ人の人類学者。ドイツの地を踏みたくないというアブラハムに協力する。
ゴーシャ
演 - オルガ・ボウォンジ
ワルシャワで働く看護師。
電車で体調を崩したアブラハムの対処をし、旅の目的地であるウッチまで同行する。

## 製作
パブロ・ソラルス監督のポーランドからの移民だった祖父が家の中で「ポーランド」という言葉を禁句としていたことやカフェで偶然に耳にしたナチスから匿ってくれた友人に会うために70年ぶりに祖国へ帰ったユダヤ人男性の実話などから着想を得ている。

## 作品の評価
Rotten Tomatoesによれば、23件の評論のうち78%にあたる18件が高く評価しており、平均して10点満点中7.14点を得ている。